# 魏斯山脈
46°6′5″N 7°42′58″E / 46.10139°N 7.71611°E

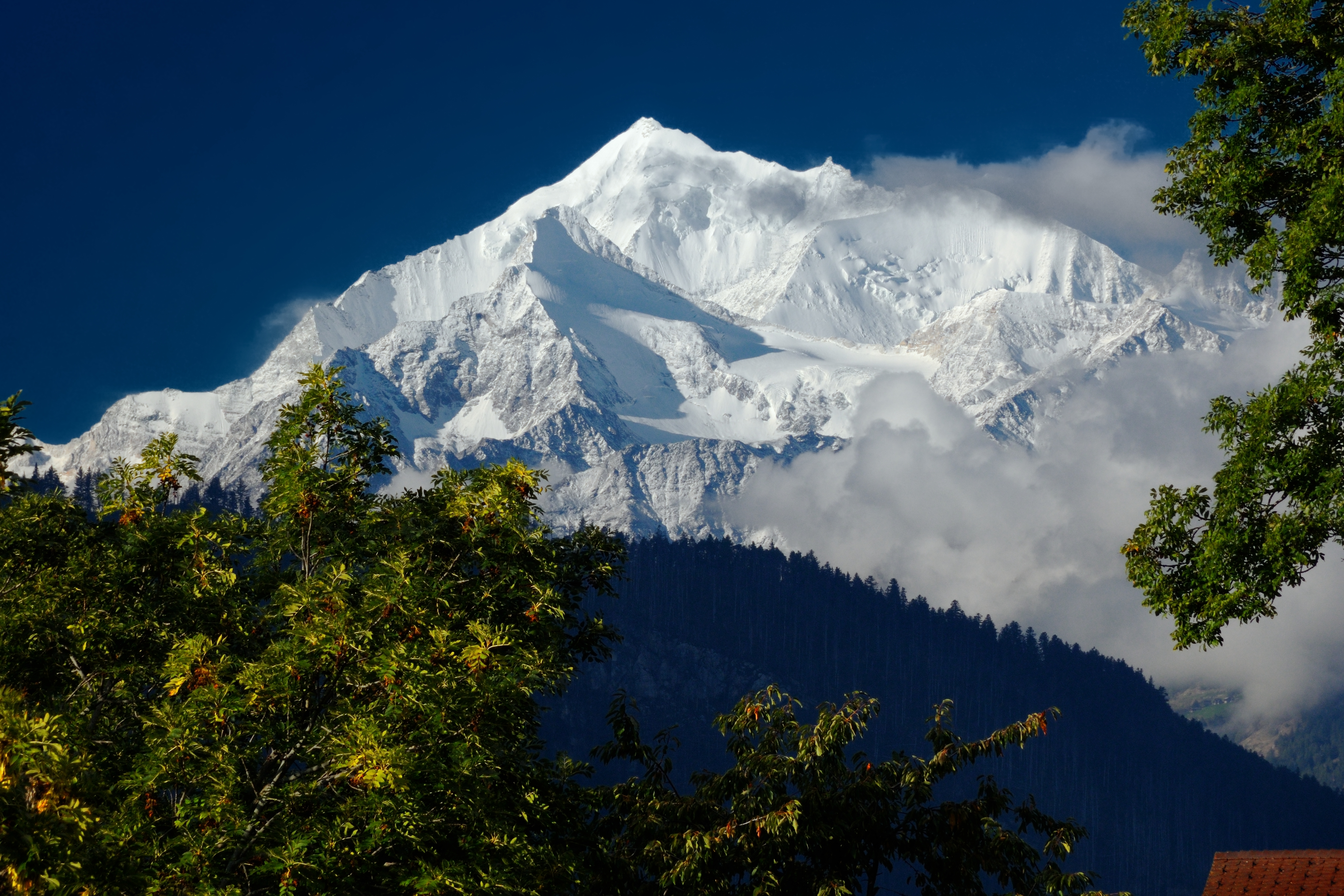

魏斯山脈（Weisshorn），是瑞士的山脈，位於該國西南部，由瓦萊州負責管轄，屬於本寧阿爾卑斯山脈的一部分，最高點是海拔高度4,505米的魏斯峰。